# Journal officiel de la république du Niger
 (janvier 2025).
Pour les articles homonymes, voir Journal officiel.
Le Journal officiel de la république du Niger (JORN) est la compilation de textes réglementaires, législatifs et administratifs du Niger, ainsi que d'informations émanant des institutions compétentes et publiée périodiquement.
Il a été publié de 1934 à 1958, dans la colonie française, avec le titre Journal officiel du Territoire du Niger et Journal officiel de la Colonie du Niger, avant de prendre son nom actuel à l’indépendance du Niger.